# Carlos Esplá
Carlos Esplá Rizo (Alicante, 23 juin 1895 - México, 6 juillet 1971) est un journaliste et homme politique espagnol. Il occupe le poste de Ministre de la Propagande pendant la guerre civile espagnol.